# احمد قدیریان
حاج احمد قدیریان(۲۶ اسفند ۱۳۱۳ تهران–۱۳۹۱) معاون اجرایی علی قدوسی در دادستانی کل انقلاب بود. او همراه با اسدالله لاجوردی نقش مؤثری در اعدام مخالفان جمهوری اسلامی در دهه ۶۰ خورشیدی داشت.

## سال‌های اولیه زندگی
احمد قدیریان در ۲۶ اسفند ۱۳۱۳ در یک خانواده مذهبی در محلهٔ پاچنار تهران متولد شد.
وی تحصیلات ابتدایی خود را تا سال ششم در مدرسه‌ای واقع در خیابان خیام سپری نمود. وی بعدها در مدرسه علمیه مروی دروس حوزوی را آغاز نمود و برای تکمیل تحصیلات حوزوی، شبانه در مسجد امین الدوله از محضر اساتیدی همچون حق‌شناس و حسن نیک‌بین بهره برد.
وی بین سال‌های ۱۳۳۴ تا ۱۳۳۶ خدمت سربازی خود را در دانشکده افسری انجام داد.
وی در سال ۱۳۵۶ یک دستگاه خودرو پژو به شماره شهربانی ۵۳۲۸۷-ح-تهران به سید علی خامنه ای هدیه داد.
1. ↑  «چهارمین سالگرد درگذشت حاج احمد قدیریان برگزار می‌شود». خبرگزاری تسنیم.
2. ↑  «احمد قدیریان درگذشت». تابناک.
3. ↑  «تصویری از ماشین رهبر انقلاب در دوران تبعید». روزنامه دنیای اقتصاد. دریافت‌شده در ۲۰۲۱-۰۲-۰۲.

.

## ازدواج
وی در سال ۱۳۳۹ با دختر محمد باقر بادامچیان ازدواج کرد. محمدصادق اسلامی و عزت مطهری از سایر دامادهای محمدباقر بادامچیان هستند.

## مبارزات سیاسی
در کودکی با محمد صادق امانی که از مؤسسین جمعیت موتلفه اسلامی بود حشر و نشر می‌نمود. اگر چه در دوران ملی شدن صنعت نفت از طریق فداییان اسلام در جریان فعالیت‌های سیاسی قرار داشت، اما مبارزات سازمان یافته را از آغاز دههٔ چهل و از طریق هیئت‌های مذهبی آغاز کرد که بعدها به نام هیئت‌های مؤتلفه اسلامی شناخته شدند. فعالیت او در امر چاپ و توزیع اعلامیه‌های خمینی باعت شد که حدود ۱۷ بار توسط ساواک و شهربانی احضار و چند بار بازداشت گردد. قدیریان پس از پیروزی انقلاب به سپاه پاسداران انقلاب اسلامی پیوست و پس از مدت کوتاهی به دستور محمد بهشتی و علی‌رغم عدم داشتن سواد ابتدایی معاون اجرایی دادستانی کل انقلاب اسلامی شد.
قدیریان در طول جنگ ایران و عراق به آموزش نیروهای ایرانی پرداخت و در اثر حضور در مناطق آلوده جنگی، شیمیایی شد.
وی در سال‌های اخیر مشاور وزیر دفاع و مدیر عامل بنیاد شهدای هفتم تیر بود.

## ترور
وی توسط یکی از اعضای سازمان مجاهدین به نام کاظم افجه‌ای در زندان اوین ترور شود. این ترور نافرجام بود.

## درگذشت
وی در ۲۵ خرداد ۱۳۹۱ درگذشت. سید علی خامنه ای، علی لاریجانی، صادق آملی لاریجانی و… از جمله شخصیت‌هایی بودند که درگذشت وی را تسلیت گفتند.